# WDDM
WDDM (Windows Display Driver Model) e новият графичен драйвер модел за видео карти в Windows Vista.
Според Майкрософт:
„Работното поле на Windows Vista e изградено по един абсолютно различен начин от това на предишните версии. Всеки прозорец (Window) ще има своя собствена напълно оразмерена повърхност. Работната площ ще бъде променяна динамично много пъти в секунда според съдържанието на всеки един прозорец. Целта на тази динамична композиция на работното поле е да позволи новите визуални ефекти да бъдат както и за програмите от Microsoft, така и за тези създадени от други фирми.
За да се постигне този нов изглед е създаден един нов дисплей драйвърен модел, който коренно да промени функционалността, стабилността и надеждността. В уединение с ускорението от настоящия и бъдещия графичен хардуер, този нов драйвърен модел позволява на Windows Vista да покаже едно по-високо ниво на работа и качество... и едно ново desktop преживяване.”
```
В Windows Vista ще бъде включен 
WDDM Version 1.0
```

На WinHEC 2006, Майкрософт обявяват, че е била планирана основна промяна в WDDM, която да позволи по-добро планиране на задачите (multitasking) за GPU. WDDM Ver. 1.0 позволява само зачатъчно, недоразвито планиране на задачите. Следващата версия WDDM 2.0, за която Майкрософт не е обявил дата, ще изисква ново поколение графичен софтуер.